# Mount Monteagle
Mount Monteagle ist ein 2780 m hoher Berg mit spitz zulaufendem Gipfel im ostantarktischen Viktorialand. In der Mountaineer Range liegt er 16 km nördlich des Kap Sibbald. Er überragt den Aviator-Gletscher im Westen und den großen Talkessel des Parker-Gletschers im Osten.
Der britische Polarforscher James Clark Ross entdeckte ihn im Januar 1841 im Zuge seiner Antarktisexpedition (1839–1843). Er benannte den Berg nach Thomas Spring Rice, 1. Baron Monteagle of Brandon (1790–1866), britischer Schatzkanzler von 1835 bis 1839.